# Herzog von Kalabrien

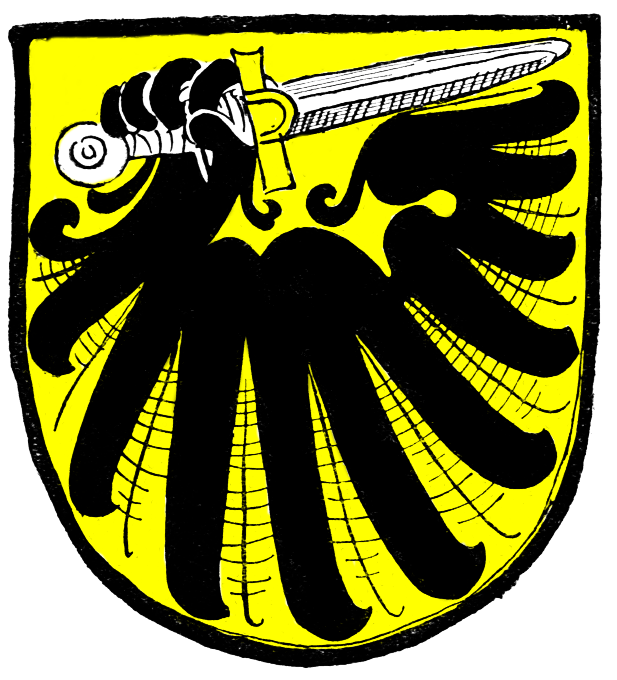
Wappen der Herzöge von Kalabrien

Das Herzogtum von Apulien und Kalabrien im politischen Kontext Italiens und des Balkans (1084).

Die Grafschaft Kalabrien und das spätere Herzogtum Kalabrien bestanden – anfangs zusammen mit Apulien – seit der Mitte des 11. Jahrhunderts im Süden der Apenninhalbinsel.
Waimar IV. von Salerno wurde von den Normannen zum Herzog von Apulien und Kalabrien ausgerufen. Dieser  wiederum ernannte Wilhelm Eisenarm, ein Mitglied der Familie Hauteville, zum Grafen von Melfi. Wilhelm wird – obwohl vom Kaiser niemals anerkannt – üblicherweise als erster Graf von Apulien und Kalabrien angesehen. Im Jahr 1047 entzog Kaiser Heinrich III. Waimar seinen herzoglichen Titel, erreichte die Taufe von Wilhelms Bruder und Nachfolger Drogo, Dux et Magister Italiae comesque Normannorum totius Apuliae et Calabriae, und machte ihn zu seinem direkten Vasallen.
1127 wurde das Herzogtum Apulien und Kalabrien von Roger II. von Sizilien übernommen; ab diesem Zeitpunkt war der Titel eines Herzogs von Kalabrien häufig der Titel des Thronfolgers, eine Gewohnheit, die das gesamte Mittelalter hindurch, erst im Königreich Sizilien, später im Königreich Neapel, erhalten blieb.

## Normannische Grafen von Apulien und Kalabrien
- Wilhelm I. von Apulien († 1046), 1043 Graf von Apulien
- Drogo, dessen Bruder († 1051), 1046 Graf von Apulien
- Humfred, dessen Bruder († 1057), 1051 Graf von Apulien
- Robert Guiscard († 1085), dessen Bruder, 1057 Graf von Apulien

## Normannische Herzöge von Apulien
- Robert Guiscard, 1058 Herzog
- Roger Borsa (* circa 1060; † 1111), dessen Sohn, 1085 Herzog von Apulien
- Wilhelm II. von Apulien (* circa 1095; † 1127), dessen Sohn, Herzog von Apulien 1111–1127
- Roger II. (1095–1154), Graf von Sizilien (1105), Herzog von Apulien (1127), König von Sizilien (1130)
- Roger III. von Apulien (1118–1148), dessen Sohn, 1135 Herzog von Apulien
  - Rainulf Graf von Alife (* circa 1095; † 1139) Herzog von Apulien und Kalabrien als päpstlicher und kaiserlicher Parteigänger
- Wilhelm III. von Apulien (1122–1166), Bruder Rogers, 1149 Herzog von Apulien, 1154 als Wilhelm I. König von Sizilien
- Roger IV. von Apulien (1152–1161), dessen Sohn, Herzog 1154

Der Titel blieb nach Rogers Tod vakant. Später machte König Tankred seinen ältesten Sohn zum Herzog:
- Roger V. (* nach 1170; † 1193), 1193 Herzog von Apulien, als Roger III. Mitkönig von Sizilien

## Herzöge von Kalabrien
Haus Anjou
- Robert von Anjou (1278–1343), 1297 Herzog
- Karl von Anjou (1298–1328), 1309 Herzog
- Andreas von Ungarn (1327–1345), Herzog, Ehemann der Königin Johanna I. von Neapel
- Karl Martell von Ungarn (1345–1348), Neffe von Andreas, 1345 Herzog

Jüngeres Haus Anjou
- Ludwig I. von Anjou (1339–1384)
- Ludwig II. von Anjou (1377–1417), 1383 Herzog, 1389 König von Sizilien
- Ludwig III. von Anjou (1403–1434)
- René I. (1409–1480)
- Johann von Anjou (1425–1470), 1435 Herzog, 1452 Herzog von Lothringen
- Nikolaus I. (1448–1473), Herzog von Lothringen, Bar und Kalabrien
- René II. (1451–1508), Herzog von Lothringen

Haus Trastámara
- Alfons (1448–1495), 1494 König Alfons II. von Neapel
- Ferdinand von Aragon, Herzog, 3. Ehemann der Germaine de Foix, beide 1526–1537 Vizekönig von Valencia, 1537–1550 er alleine

Bourbonen
- Felipe Antonio Infant von Spanien (1747–1777), Sohn des Königs Karl III.
- Ferdinand (1751–1825), als Ferdinand IV. König von Neapel, als Ferdinand I. König beider Sizilien
- Franz (1777–1830), 1825 als Franz I. König beider Sizilien
- Ferdinand (1810–1859), 1830 als Ferdinand II. König beider Sizilien
- Franz (1836–1894), 1859–1861 als Franz II. König beider Sizilien
- Alfons (1841–1934), dessen Halbbruder, Graf von Caserta
- Ferdinand Pius (1869–1960), dessen Sohn
- Alfonso (1901–1964), dessen Neffe